# Hydaphias hofmanni
Hydaphias hofmanni är en insektsart som beskrevs av Carl Julius Bernhard Börner 1950. Hydaphias hofmanni ingår i släktet Hydaphias och familjen långrörsbladlöss. Enligt den finländska rödlistan är arten nära hotad i Finland. Arten är reproducerande i Sverige. Artens livsmiljö är torra gräsmarker. Inga underarter finns listade i Catalogue of Life.